# Baltistan

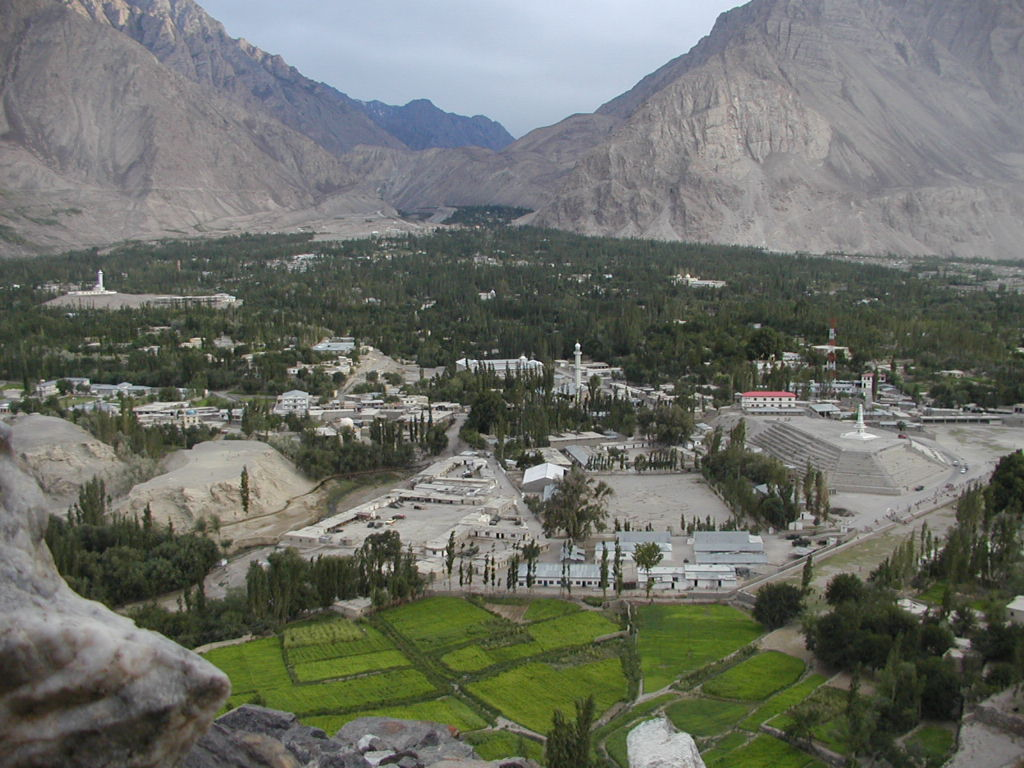
De plaats Skardu in het dal van de Indus

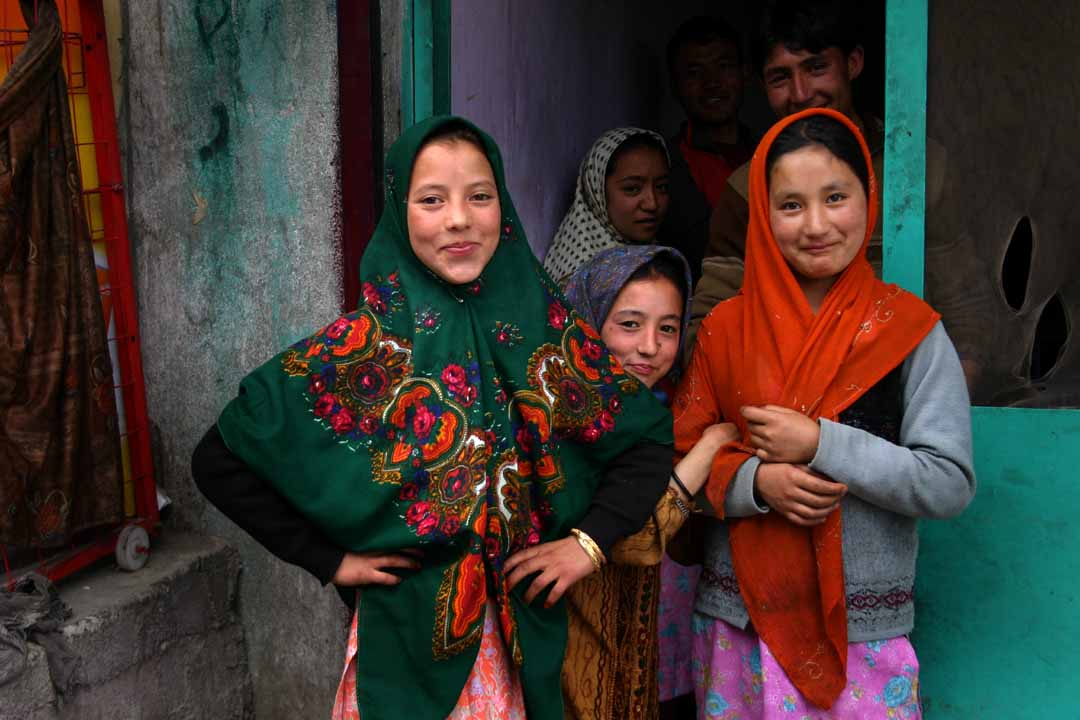
Balti-meisjes in Kargil

Baltistan (Balti: བལྟིསྟན (Tibetaans schrift) of بلتیول (Arabisch schrift), Baltiyul; Urdu: بلتستان, Baltistan) is een gebied in het uiterste noordoosten van Pakistan en noorden van India. Het maakt tegenwoordig grotendeels deel uit van de Pakistaanse autonome regio Gilgit-Baltistan, maar de oostelijkste delen staan onder Indiaas bestuur als onderdeel van de unieterritoria Jammu en Kasjmir en Ladakh. Het gebied bestaat uit de vallei van de Indus, omsloten door de Karakoram in het noorden en het Plateau van Deosai en de Grote Himalaya in het zuiden. Het is een extreem bergachtig gebied waar de hoogte vrijwel nergens onder de 3000 m ligt. Aan weerszijden van het Indusdal komen toppen boven de 8000 m voor.
De grootste plaatsen zijn Skardu (Pakistan), Khaplu (Pakistan) en Kargil (India). Stroomafwaarts van Skardu, richting het noordwesten, grenst Baltistan aan het gebied rondom Gilgit. In het zuidoosten van Baltistan ligt de Line of Control, de bestandslijn tussen Pakistan en India. Verder stroomopwaarts ligt de overgang tussen Baltistan en Ladakh.
Verkeer en handel tussen het Pakistaanse en Indiase deel, voor 1949 een van de belangrijkste bronnen van inkomsten, is door de militaire aanwezigheid aan weerszijden van de bestandslijn onmogelijk gemaakt.
Het Pakistaanse deel van Baltistan bestaat uit twee districten, Skardu en Ghanche. Het Indiase deel behoort tot het Kargil District.

## Bevolking
In het Pakistaanse deel van Baltistan wonen ongeveer 300.000 mensen; in het Indiase deel 120.000. De bewoners van Baltistan, de Balti's, zijn etnisch nauw verwant aan Tibetanen en Ladakhi's. Ook zijn ze verwant aan de Mon, Dardische en Indo-Iraanse volkeren en Arabieren. De meeste Balti's zijn moslim. Ze zijn overwegend (ongeveer 95%) aanhangers van het isma'ilisme, een stroming binnen het shi'isme.
De taal van het gebied is het Balti, een West-Tibetaans dialect dat normaal gesproken gebruikmaakt van het Tibetaans schrift, hoewel in Pakistan soms het Arabisch schrift gebruikt wordt.

## Geschiedenis
De vroegste bewoners van het gebied waren waarschijnlijk nomadische veeboeren, afkomstig uit Centraal-Azië. Het gebied werd achtereenvolgens binnengetrokken door de Mon uit de Indiase vlakten in het zuiden en de Indo-Iraanse Darden uit het westen. De bewoners bekeerden zich onder invloed van Indiase monniken relatief vroeg tot het boeddhisme. In de 8e eeuw was Baltistan het strijdtoneel tussen de Tibetanen, Chinezen en Arabieren uit het tegenwoordige Pakistan. De Chinese Tang-dynastie bezette het gebied kortstondig maar werd na een nederlaag tegen de Arabieren in 751 gedwongen zich terug te trekken. De Tibetaanse koning profiteerde door Baltistan in te lijven bij zijn rijk.
Van de 10e tot 19e eeuw bestond Baltistan uit een aantal kleine staatjes, bestuurd door een zogenaamde raja (prins). Op enkele korte onderbrekingen na wisten de lokale heersers in de praktijk vrijwel onafhankelijk te blijven. Het gebied werd in 1405 veroverd door Sikandar Butshikan, de sultan van Kasjmir, die de bewoners dwong zich tot de islam te bekeren. Hoewel de verovering niet blijvend was, bleef het gebied islamitisch, waarmee het zich in cultureel opzicht afscheidde van Ladakh. In 1637 lukte het de Mogolkeizer Aurangzeb in Baltistan een vazal op de troon te zetten, maar de opmars van de Mogols werd gestopt door de koning van Ladakh. De politieke invloed van het Mogolrijk bleef beperkt en verdween na de dood van Aurangzeb.
In 1834 werd Baltistan onderworpen door Zorawar Singh (1786-1841), een generaal in dienst van Gulab Singh, de Dogra-heerser van Jammu. Gulab Singh was op zijn beurt een vazal van keizer Ranjit Singh die heerste over het Sikhrijk. In 1846, aan het einde van de Eerste Sikhoorlog, werd Jammu en Kasjmir (inclusief Baltistan) een Brits protectoraat.
Bij de deling van Brits-Indië in 1947 ontstonden de nieuwe staten India en Pakistan. In een poging een eigen onafhankelijke staat te stichten stelde Hari Singh, de maharadja van Kasjmir, zich neutraal op. Een groep paramilitaire strijders die de aansluiting met Pakistan zochten, de Gilgit Scouts, kwamen daarop tegen de maharadja in opstand in Gilgit. De maharadja schakelde de hulp van India in, op voorwaarde dat Jammu en Kasjmir voortaan deel van India zou zijn. Dit was het begin van de Eerste Kasjmiroorlog. In augustus 1948 lukte het de Pakistanen Skardu en Kargil te veroveren en verder op te rukken in de richting van Leh, maar een Indiaas tegenoffensief drong ze weer terug tot de plek van de huidige bestandslijn. In december 1948 werd tot een wapenstilstand besloten, waarbij het grootste gedeelte van Baltistan onder Pakistaans gezag kwam te vallen.